# Байройт (район)
Байройт (нем. Bayreuth) — район в Германии, в административном округе Верхняя Франкония Республики Бавария. Центр района — город земельного подчинения Байройт, официально в состав района не входит. Региональный шифр — 09 472. Регистрационные номера транспортных средств (нем. Kraftfahrzeugkennzeichen) — BT.
По данным на 31 декабря 2015 года:
- территория — 127 375,75 га;[3]
- население — 104 306 чел.;[1][4]
- плотность населения — 81,89 чел./км²;
- землеобеспеченность с учётом внутренних вод — 12 211,74 м²/чел.

## Административное устройство

Муниципалитеты района Байройт (Бавария)

В состав района входят в общей сложности 33 общины (муниципалитета), в том числе девять городских, три ярмарочных и 21 сельская.
Восемнадцать общин района объединены в пять административных сообществ. На территории района также расположены 14 межобщинных (неинкорпорированных, некорпоративных, невключённых) территорий (региональный шифр — 09472444: 0	чел.,	17162.12	га).
Городские общины
1. Бад-Бернекк-им-Фихтельгебирге (4257	чел.,	3356.26	га)
2. Бетценштайн (2507	чел.,	5184.79	га)
3. Вайшенфельд (3071	чел.,	5719.87	га)
4. Гефрес (4443	чел.,	5030.46	га)
5. Гольдкронах (3536	чел.,	2323.6	га)
6. Кройсен (4883	чел.,	6049.38	га)
7. Пегниц (13356	чел.,	10000.07	га)
8. Поттенштайн (5306	чел.,	7328.65	га)
9. Холльфельд (5107	чел.,	8065.78	га)

Ярмарочные общины
1. Вайденберг (5995	чел.,	6891.45	га)
2. Плех (1303	чел.,	1529.74	га)
3. Шнабельвайд (981	чел.,	2128.17	га)

Сельские общины
1. Ауфзес (1306	чел.,	2940.75	га)
2. Ахорнталь (2175	чел.,	4169.36	га)
3. Биндлах (7237	чел.,	3759.59	га)
4. Бишофсгрюн (1885	чел.,	839.09	га)
5. Варменштайнах (2279	чел.,	2673.38	га)
6. Гезес (1290	чел.,	990.11	га)
7. Гласхюттен (1412	чел.,	352.92	га)
8. Зайботенройт (1279	чел.,	1743.7	га)
9. Кирхенпингартен (1244	чел.,	3355.2	га)
10. Мельмайзель (1321	чел.,	1322.79	га)
11. Мистельбах (1594	чел.,	612.74	га)
12. Мистельгау (3775	чел.,	4051.19	га)
13. Планкенфельс (898	чел.,	1401.01	га)
14. Пребиц (1020	чел.,	2100.03	га)
15. Фихтельберг (1872	чел.,	515.73	га)
16. Хаг (952	чел.,	1329.48	га)
17. Хайнерсройт (3683	чел.,	1466.88	га)
18. Хуммельталь (2374	чел.,	1840.94	га)
19. Шпайхерсдорф (5809	чел.,	5290.78	га)
20. Эккерсдорф (5102	чел.,	3616.79	га)
21. Эмтмансберг (1054	чел.,	2232.95	га)

Межобщинные территории
1. 09472451—Бишофсгрюнер-Форст (нем. Bischofsgrüner Forst) (0	чел.,	2699.61	га)
2. 09472469—Вайдахер-Форст (нем. Waidacher Forst) (0	чел.,	642.14	га)
3. 09472470—Варменштайнахер-Форст-Норд (нем. Warmensteinacher Forst-Nord) (0	чел.,	32.2	га)
4. 09472456—Гласхюттенер-Форст (нем. Glashüttener Forst) (0	чел.,	476.71	га)
5. 09472457—Гольдкронахер-Форст (нем. Goldkronacher Forst) (0	чел.,	1801.83	га)
6. 09472459—Лангвайлер-Вальд (нем. Langweiler Wald) (0	чел.,	452.12	га)
7. 09472460—Линденхардтер-Форст-Нордвест (нем. Lindenhardter Forst-Nordwest) (0	чел.,	830.98	га)
8. 09472461—Линденхардтер-Форст-Зюдост (нем. Lindenhardter Forst-Südost) (0	чел.,	272.11	га)
9. 09472462—Лёлитцер-Вальд (нем. Löhlitzer Wald) (0	чел.,	-	га [12]) — территория упразднена
10. 09472463—Нойбауэр-Форст-Норд (нем. Neubauer Forst-Nord) (0	чел.,	565.39	га)
11. 09472464—Прюлль (нем. Prüll) (0	чел.,	221.92	га)
12. 09472468—Фельденштайнерфорст (нем. Veldensteinerforst) (0	чел.,	5561.06	га)
13. 09472453—Фихтельберг (нем. Fichtelberg) (0	чел.,	2090.49	га)
14. 09472454—Форст-Нойштедтлайн-ам-Форст (нем. Forst Neustädtlein am Forst) (0	чел.,	754.45	га)
15. 09472458—Хайнерсройтер-Форст (нем. Heinersreuther Forst) (0	чел.,	761.16	га)

Административные сообщества
1. Бетценштайн
Бетценштайн (2 564)
Плех (1 317)
2. Вайденберг
Вайденберг (6 582)
Зайботенройт (1 380)
Кирхенпингартен (1 408)
Эмтмансберг (1 116)
3. Кройсен
Кройсен (4 770)
Пребиц (1 142)
Хаг (963)
Шнабельвайд (1 045)
4. Мистельбах
Гезес (1 230)
Мистельбах (1 654)
Хуммельталь (2 457)
5. Мистельгау
Гласхюттен (1 478)
Мистельгау (3 885)
6. Холльфельд
Ауфзес (1 368)
Планкенфельс (893)
Холльфельд (5 238)

## Население
По оценке на 31 декабря 2015 года население района составляет 104 306 человек.
В период с 1988 года по 2008 год население в районе Байройт выросло примерно на 9400 человек (почти на десять процентов). Тем не менее население с 2004 года, после того как достигло пика в 109.124 жителя, вновь стало снижаться.
| Дата                                                                                  | 1840.12.01 | 1871.12.01 | 1900.12.01 | 1925.06.16 | 1939.05.17 | 1950.09.13 | 1961.06.06 | 1970.05.27 | 1987.05.25 | 2004.12.31 | 2005.12.31 | 2006.12.31 | 2007.12.31 | 2008.12.31 |
| Население                                                                             | 70 548     | 72 801     | 68 035     | 70 356     | 71 380     | 101 092    | 92 733     | 97 104     | 96 772     | 109 219    | 108 724    | 108 256    | 107 649    | 106 952    |
| Дата                                                                                  | 2009.12.31 | 2010.12.31 | 2011.05.09 | 2011.12.31 | 2012.12.31 | 2013.12.31 | 2014.12.31 | 2015.12.31 | 2016.12.31 | 2017.12.31 | 2018.12.31 | 2019.12.31 | 2020.12.31 | 2021.12.31 |
| Население                                                                             | 106 488    | 106 102    | 105 395    | 105 227    | 104 901    | 104 637    | 104 615    | 104 306    | -          | -          | -          | -          | -          | -          |
| Примечание: Демографические данные относятся к области юрисдикции с 25 мая 1987 года. |            |            |            |            |            |            |            |            |            |            |            |            |            |            |

Данные о населении приведены по состоянию на 31 декабря 2015 года (по административным сообществам — на 31 декабря 2010 года).
Данные о территории приведены по состоянию на 31 декабря 2015 года.